# إليزابيث لايال
إليزابيث دين لايال (بالإنجليزية: Elizabeth Dean Lail) ولدت في 25 مارس 1992 في مقاطعة ويليامسون، الولايات المتحدة. هي ممثلة أمريكية وعارضة ازياء وشخصية من وسائل الإعلام الاجتماعية، معروفة بأدورها في مسلسلات كان ياما كان و بدورها البطولي في دور إيمي هيوز في مسلسل ديد أوف سامر [الإنجليزية] وقد اكتسبت شهرة بعد تصوير دورها في المسلسل التلفزيوني «أنت» لعام 2018.

## حياتها الشخصية
اسم والدها هو دين فرانكلين ليل واسمه الأم كاي لورين سورات و لديها أخت كبيرة تدعى كاثرين دين ليل أكملت إليزابيث مدرسة آشبورو الثانوية في عام 2009. وفي وقت لاحق، تخرجت من كلية الفنون بجامعة نورث كارولينا في مايو 2014.

## مسيرتها الفنية
ظهرت إليزابيث في دور صغير في عرض «القائمة السوداء» مثل ناتالي لوكا في عام 2017 ثم في حلقة «ناتالي لوكا» وفي عام 2018 عملت النجمة في برنامج تلفزيوني بعنوان «المعركة الجيدة» وفيلم «غير مقصود» كما نال مشروعها الأخير «أنت» على الكثير الشهرة والإعجاب 

## أعمالها
| سنة  | عنوان                       | دور         | ملاحظات                      |
| ---- | --------------------------- | ----------- | ---------------------------- |
| 2014 | كان ياما كان (مسلسل أمريكي) | آنا         | 10 حلقات                     |
| 2016 | Dead of Summer              | ايمي هيوز   | دور رئيسي                    |
| 2017 | القائمة السوداء             | نتالي لوكا  | حلقة: Natalie Luca           |
| 2018 | The Good Fight              | إيملي تشابن | حلقة: "Day 478"              |
| 2018 | Unintended                  | ليا         |                              |
| 2018 | أنت                         | جوينفير بيك | دور رئيسي (موسم 1)، 10 حلقات |
| 2019 | العد التنازلي               | كوين هاريس  | دور رئيسي                    |

## روابط خارجية
- إليزابيث لايال على موقع IMDb (الإنجليزية)
- إليزابيث لايال على موقع ألو سيني (الفرنسية)
- إليزابيث لايال على موقع قاعدة بيانات الفيلم (الإنجليزية)
- إليزابيث لايال على موقع كينوبويسك (الروسية)

- Elizabeth Lail في قاعدة بيانات الأفلام على الإنترنت
- elizabethdlailعلى تويتر.